# Ternstroemia discoidea
Ternstroemia discoidea är en tvåhjärtbladig växtart som beskrevs av Henry Allan Gleason. Ternstroemia discoidea ingår i släktet Ternstroemia och familjen Pentaphylacaceae. Inga underarter finns listade i Catalogue of Life.